# Jeunesses Musicales w Polsce
Polska sekcja Jeunesses Musicales powstała w latach 60. XX wieku i przez niemal 30 lat była najważniejszą polską instytucją działającą na rzecz rozwoju młodych ludzi poprzez muzykę.
Jeunesses Musicales International (Międzynarodowa Federacja Młodzieży Muzycznej) założono w 1945 roku w Belgii. JMI jest międzynarodową organizacją zajmującą się muzyką i młodzieżą muzyczną pod patronatem UNESCO. Jest to największe i najbardziej znaczące stowarzyszenie muzyczne, pod parasolem którego realizowane są projekty społeczne i artystyczne w niemal 80 krajach świata. 
W Polsce przez wiele lat stowarzyszenie było niezwykle ważną instytucją życia muzycznego. Wywodzi się spośród jego członków wielu wybitnych i znanych dziś muzyków, profesorów i przedstawicieli branży muzycznej. Jego honorowym prezydentem był Witold Lutosławski. Stowarzyszenie organizowało festiwale, kursy, warsztaty oraz inicjowało powstanie wielu zespołów instrumentalnych i wokalnych. W latach 90. stowarzyszenie znacznie ograniczyło działalność, aż wreszcie zanikła ona zupełnie. Upadek wynikał z nowej rzeczywistości po 1989 roku, wymuszającej nowe formy finansowania takich jak ta organizacji.
Od kwietnia 2012 w Polsce od nowa działa sekcja Jeunesses Musicales. Organizacja funkcjonuje pod nazwą Nowe Stowarzyszenie Jeunesses Musicales Poland i jest oficjalnym przedstawicielem sieci JMI w Polsce, akredytowanym przez Walne Zgromadzenie Członków które odbyło się w Weikersheim w lipcu 2012 roku. Głównymi statutowymi priorytetami organizacji są: edukacja muzyczna zawodowych muzyków i amatorów, promocja i produkcja wydarzeń muzycznych w przestrzeni miejskiej, animacja kulturalna społeczności lokalnych i wpływanie na zmiany społeczne poprzez muzykę.